# 朔平县
朔平县，古县名。金朝以遼景福元年（1031年）設置的玄德县改置，治所位於現今内蒙古自治区巴林右旗西北察罕木伦河西岸白塔子。为庆州州治。元朝時被废除。 